# Ranarpsstrand
Ranarpsstrand är en ort i Båstads kommun som ligger vid havet på Bjärehalvön. 
Orten består både av fritidsboende och året-runt-boende. Skåneleden går längs med havet och här finns Bjärekustens naturreservat. Sandstrand, tennisbanor och sommaröppen affär finns i grannorten Segeltorpsstrand. Mellan de två orterna ligger Vistorpshamn.